# Будковский, Густав Яковлевич
Густав Яковлевич Будковский (5 июня 1813, Рига — 7 августа 1884, Альбано-Лациале, Лацио или Лацио) — русский живописец, академик Императорской Академии художеств.

## Биография
Родился в семье майора польской армии. Учился в Кадетском корпусе в России, затем служил на Кавказе в чине лейтенанта. В середине 1840-х оставил военную карьеру и переехал в Петербург. В качестве вольноприходящего ученика посещал занятия в Императорской Академии художеств в мастерской К. П. Брюллова. В 1845 был награжден двумя серебряными медалями ИАХ. В 1854 выпущен из Академии со званием неклассного художника.
По приглашению Брюллова принял участие в росписи плафона Исаакиевского собора (1854). В том же году отправился за границу для продолжения обучения. Два года жил в Дюссельдорфе. В 1855 представил в Совет ИАХ созданную за границей картину «Молодая вдова с ребенком на руках», за которую был избран академиком исторической живописи.
В 1856–1863 жил в Париже. Неоднократно путешествовал по Англии, Голландии, Германии, Голиции, где его особенно привлекали горные пейзажи Татр. В 1871 экспонировал на выставке в Дрездене картины «Молодая вдова с ребенком на руках» и «Врач у колыбели».
В 1874 женился во Флоренции на датчанке Луизе Петерсон. В том же году вместе с женой переехал в Рим, где прожил до своей смерти, последние недели провел в Альбано. В Риме он написал голову Христа в плафоне капеллы при немецком посольстве, а также фигуру Иоанна Крестителя в протестантской церкви на Капитолийском холме. Работал как живописец-станковист, в частности создал картины «Итальянка», «Итальянские рыбаки», «Вход на кладбище» и многие другие. Кроме того, по подготовительным рисункам, выполненным в путешествиях по Голиции, писал пейзажи Татр.
В 1881 принял участие в академической выставке в Петербурге и в 1882 — во Всероссийской выставке в Москве.
Будковский работал в основном как жанрист. Наиболее ценная часть его творческого наследия — подготовительные рисунки, отличающиеся мастерством и тщательностью исполнения, при этом однообразием и некоторой «сухостью» манеры. Как живописец и колорист он не добился большой известности.

## Галерея

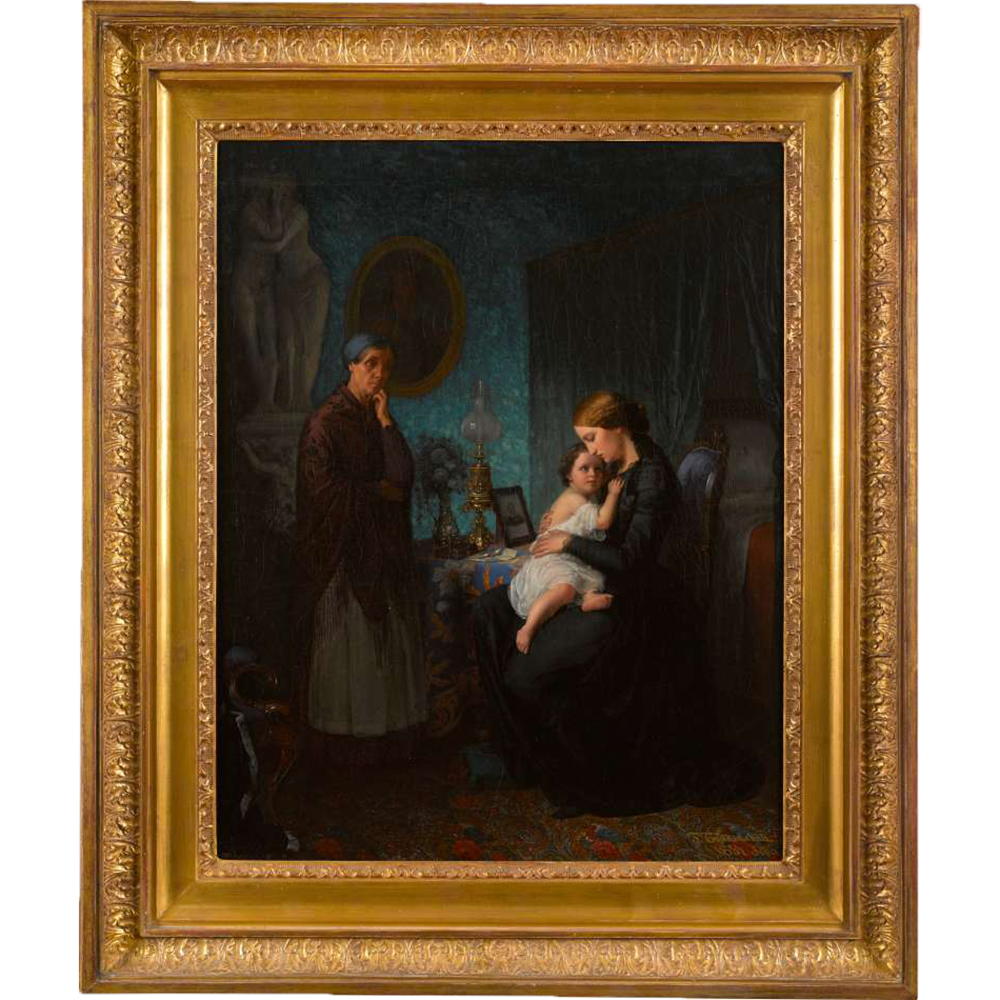
Молодая вдова с ребенком (1854)
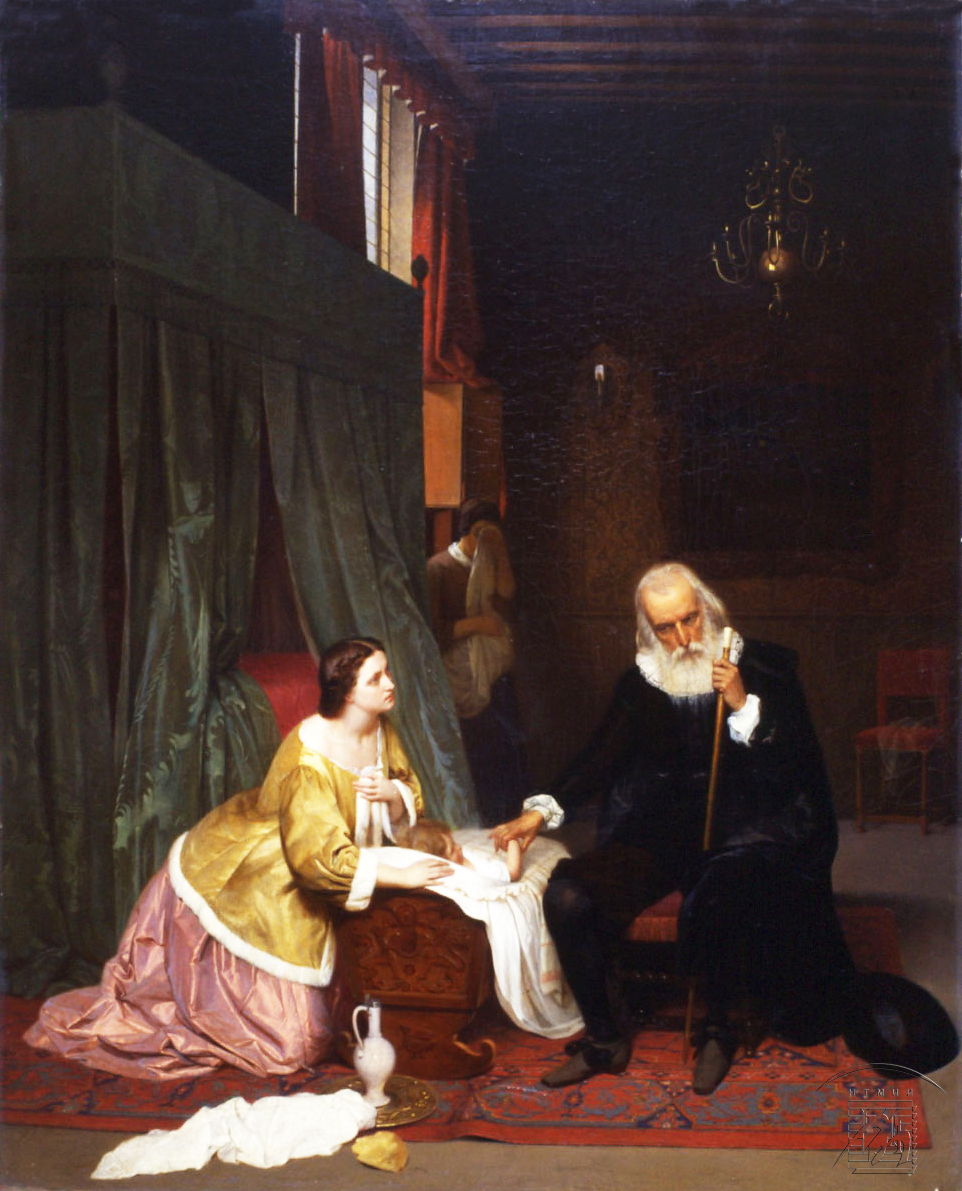
Врач у колыбели (1859)
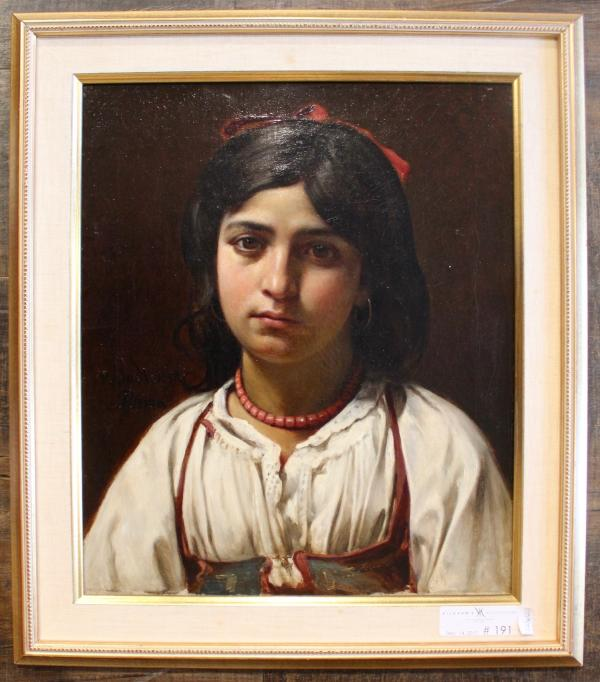
Будковский - Итальянская девушка (1875)